# Renee Lim
Renee Lim, née à Perth en Australie-Occidentale, est une actrice australienne.

## Biographie
Sa carrière démarre véritablement en 2008 avec la série télévisée australienne All Saints (en) dans le rôle de Suzi Lau.

## Filmographie

### Cinéma

#### Long métrage
- 2011 : The Tunnel Movie : Lisa Lung
- 2012 : Dead Moon Circus : Sailor Mars alias Rei Hino
- 2013 : Dead Moon Circus Part 2 : Sailor Mars alias Rei Hino
- 2012 : Ad Nauseam : Chlorine
- 2014 : Forget Me Not : Jennifer

#### Court métrage
- 2004 : The Brother : auxiliaire médicale # 2
- 2005 : The Suitor : Cindy Kwok
- 2006 : In Opposition : Colleen
- 2009 : The Last One : Abbie
- 2009 : Rose : Dead Thing
- 2009 : First Date : Kim
- 2009 : Polla/Mark : Polla
- 2009 : Fallen : Linda
- 2013 : The Salt Maiden : Rana

### Série télévisée
- 2003 : White Collar Blue (20 épisodes) : gouvernante
- 2008 - 2009 : All Saints (en) (44 épisodes) : Suzi Lau
- 2010 : Packed to the Rafters (saison 3, épisode 10 : Out of the Comfort Zone) : Anh
- 2011 : Crownies (en) (6 épisodes) : inspecteur Karen Liu
- 2012 : The Newtown Girls (10 épisodes) : Alex
- 2013 - 2014 : Atomic Kingdom : Verity Long / Jade / Jade Long
  - (saison , épisode  : Elite)
  - (saison , épisode  : Bound by Blood)
  - (saison , épisode  : Bitter Kin)
- 2013 - 2015 : Please Like Me (18 épisodes) : Mae
- 2014 - 2015 : Wonderland (en) : Song Luu
  - (saison 2, épisode 12 : Sex)
  - (saison 2, épisode 13 : Burn)
  - (saison 3, épisode 07 : Split)
  - (saison 3, épisode 08 : The Other Woman)
- 2015 : Plonk (en) (saison 2, épisode 03 : Barossa) : Lucy
- 2016 : The Weekend Shift  : Emily
- 2016 : Deep Water : inspecteur Ginger